# (31576) Nandigala
(31576) Nandigala est un astéroïde de la ceinture principale.

## Description
(31576) Nandigala est un astéroïde de la ceinture principale. Il fut découvert le 19 mars 1999 à Socorro (Nouveau-Mexique) par le projet LINEAR. Il présente une orbite caractérisée par un demi-grand axe de 2,59 UA, une excentricité de 0,20 et une inclinaison de 3,3° par rapport à l'écliptique.

## Compléments